# راول آلکینز
راول آلکینز (انگلیسی: Rawle Alkins؛ زادهٔ ۲۹ اکتبر ۱۹۹۷) بازیکن بسکتبال اهل ایالات متحده آمریکا است.